# Dango

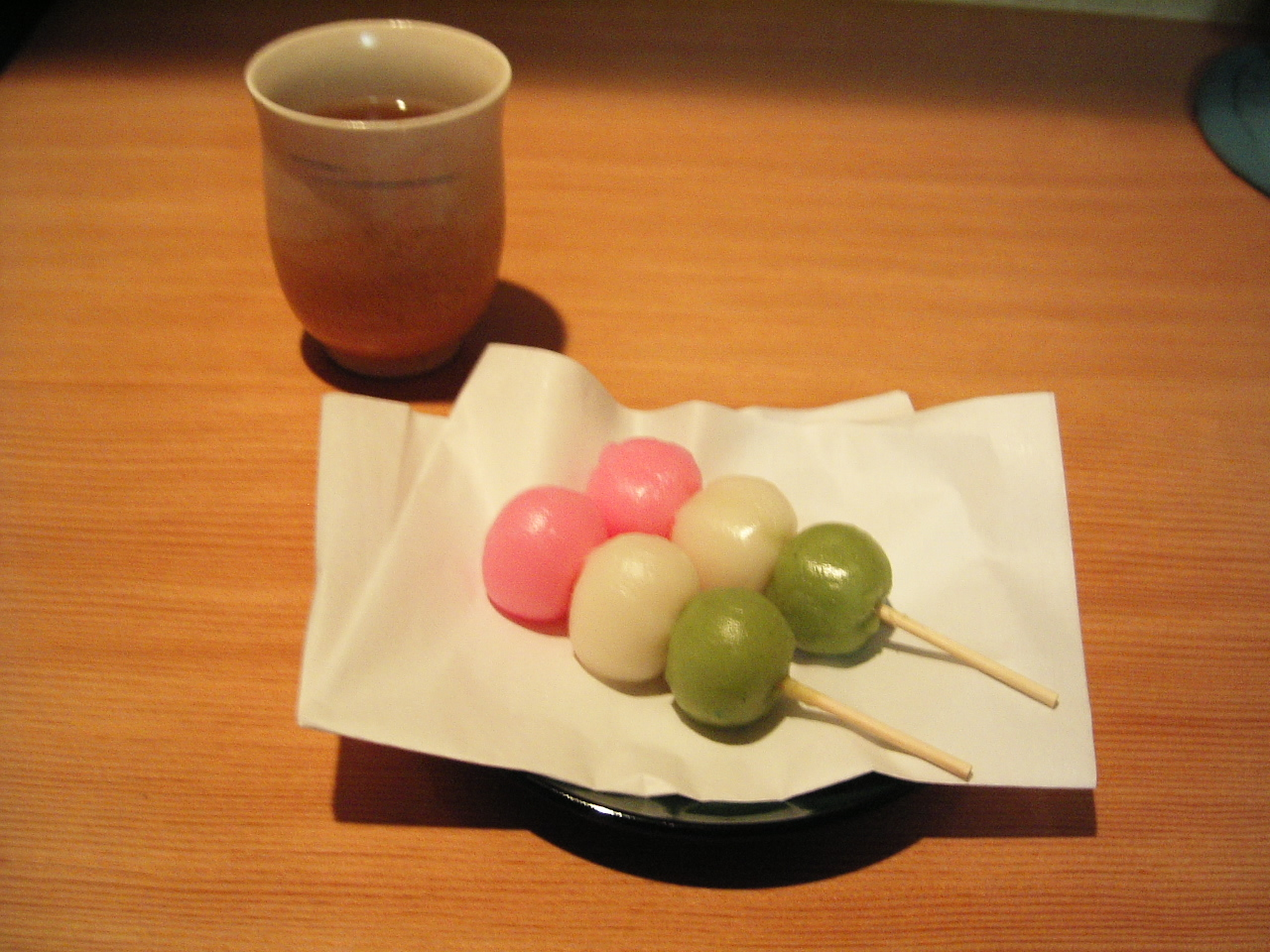
Hanami Dango

Dango (jap. 団子, auch: だんご) ist das japanische Wort für Kloß. Die wohl bekannteste Art von Dango sind aus mochiko (Reismehl) und Wasser hergestellte gedämpfte Kugeln, die zusammen mit verschiedenen Sorten von Belag häufig zu grünem Tee serviert werden. Das Wort Dango kann sich aber auch auf andere kugelförmige Speisen wie zum Beispiel Fleischbällchen oder Ähnliches beziehen.
Dango werden das ganze Jahr über gegessen, jedoch zu verschiedenen Anlässen wie zum Beispiel zur Kirschblüte oder Jahreszeiten in unterschiedlichen Varianten. Häufig werden Dango auf einem Holzspieß aufgespießt (kushidango) serviert. Eine Variante des Dango stammt von Hokkaidō und wird aus Kartoffelmehl gemacht und anschließend mit shōyu (Sojasoße) überstrichen und gebacken.
1999 erlebte der Dango infolge der Veröffentlichung eines Liedes namens Dango 3-kyōdai („Die 3 Dango-Brüder“) einen großen Boom. Der Titel ist ein Wortspiel, das auf die Musikrichtung Tango anspielt. Die CD-Single wurde über 2,9 Millionen Mal verkauft und erreicht damit Platz 3 der Bestseller im Zeitraum von 1968 bis 2006.

## Arten von Dangos

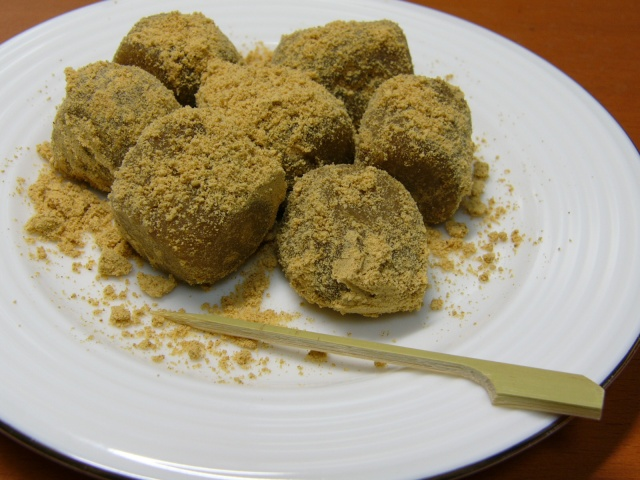
Kinako Dango

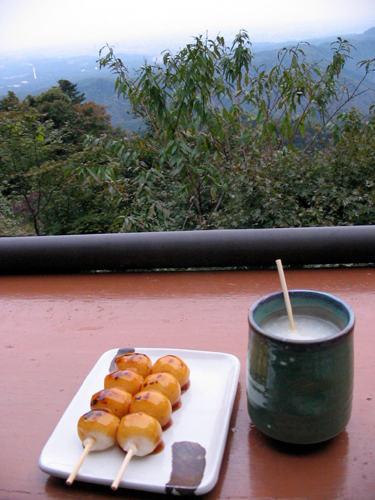
Mitarashi Dango und Amazake

Es gibt viele verschiedene Sorten Dango, deren Namen sich meist nach dem jeweiligen Belag oder der Geschmacksrichtung richten.
- An: An-Dango werden mit Adzukibohnenpaste umhüllt. Sehr selten wird hierfür statt Anko auch shiroan, eine süße Paste aus weißen Bohnen, genutzt. „An-Dango“ ist in Japan von allen Dangosorten die beliebteste.
- Botchan Dango (坊っちゃん団子): Spezialität aus Matsuyama mit drei Dango unterschiedlicher Farbe. Einer ist mit Anko, einer mit Eigelb und einer mit Matcha gefärbt.
- Goma: Dango mit Sesamkörnern. Er schmeckt sowohl süßlich als auch salzig.
- Kinako (黄粉): Geröstetes Sojabohnenmehl.
- Mitarashi Dango (みたらし団子): Ein Sirup aus Sojasoße, Zucker und Stärke. Besonders Kinder mögen diese Art von Dango.
- Nori: Dango mit getrocknetem und gewürztem Nori.